# Menstruatiearmoede

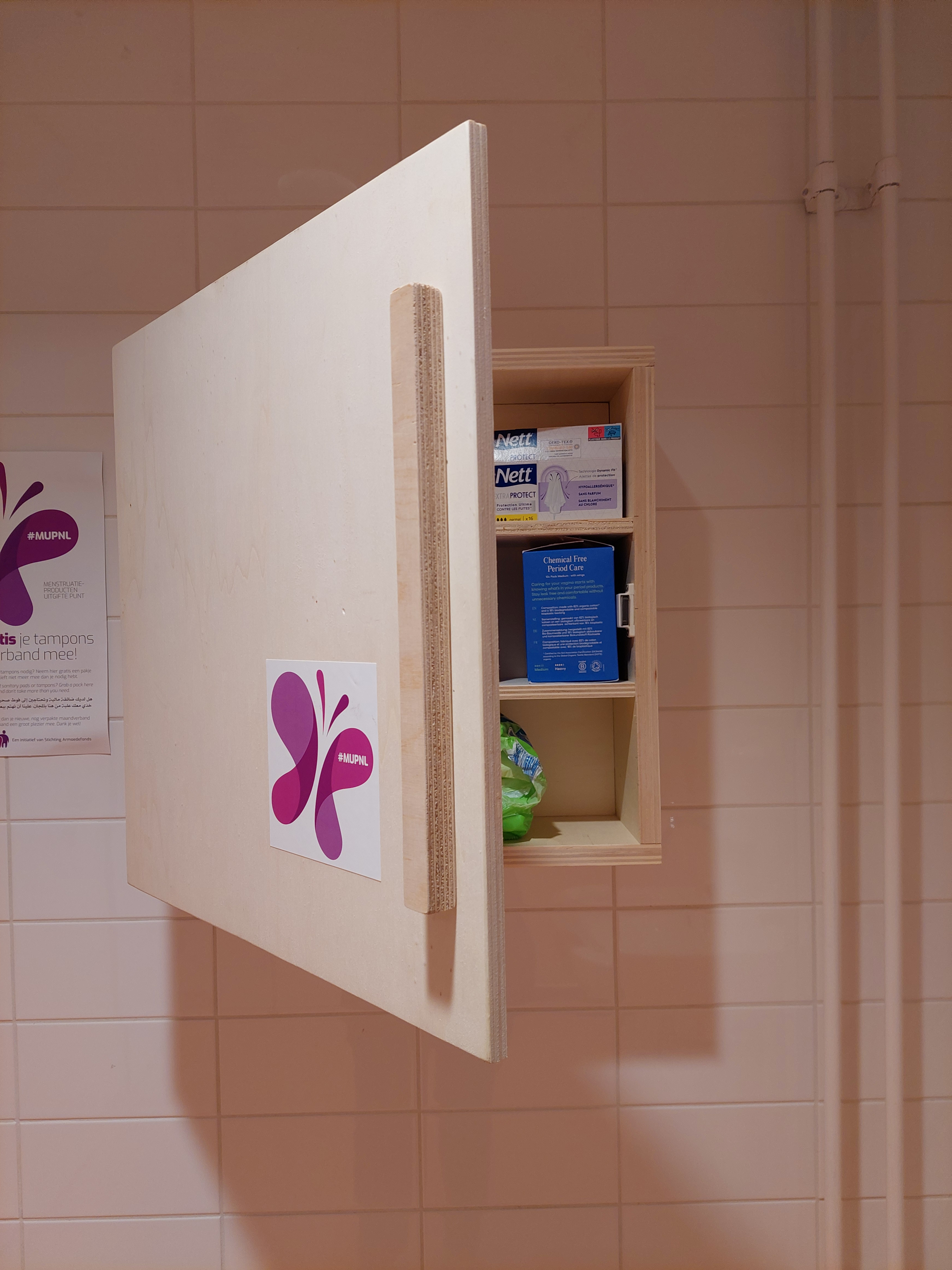
Kast met gratis menstruatieproducten

Er is sprake van menstruatiearmoede (Engels: period poverty) wanneer iemand niet genoeg geld heeft om producten aan te schaffen die nodig zijn om het menstruatiebloed op te vangen, zoals tampons, maandverband, menstruatiecups of inlegkruisjes, wanneer iemand geen toegang heeft tot veilige sanitaire voorzieningen, of wanneer iemand niet beschikt over genoeg kennis over menstruatie.

## Aanpak
In verschillende landen zijn wetten en regels gemaakt om menstruatiearmoede aan te pakken en voor bepaalde groepen meiden en vrouwen gratis menstruatieproducten te verzorgen. Doel van het aanbieden van gratis menstruatieproducten op scholen of in lokale gemeenschappen is ervoor te zorgen dat menstruerende scholieren en studenten ook tijdens hun menstruatie naar school kunnen gaan. Wanneer kosteloos menstruatieproducten beschikbaar zijn, hoeven de scholieren en studenten zich niet te schamen voor hun menstruatie of voor bijkomende problemen. Als zij niet kunnen beschikken over betrouwbare menstruatieproducten, maar gebruik moeten maken van bijvoorbeeld oude kledingstukken, sokken of papier/karton om menstruatiebloed op te vangen, kan doorlekken optreden. Ook kan dat onnodig extra pijn veroorzaken. 
Naast het positieve effect van het volgen van onderwijs tijdens de menstruatie draagt het gratis beschikbaar stellen van menstruatieproducten ook bij aan een verlaging van de noodzakelijke kosten voor gezinnen met menstruerende kinderen.

## Nederland
Uit een online onderzoek uit 2019 van Plan International onder ongeveer duizend meisjes en vrouwen in Nederland tussen de 12 en 25 jaar bleek dat een op de negen wel eens te weinig geld had om menstruatieproducten aan te schaffen.
Feministisch platform De Bovengrondse deed tegelijk onderzoek naar het probleem. Hieruit bleek dat menstruatiearmoede voorkomt onder cliënten van de Voedselbank, dak- en thuislozen en ongedocumenteerden. Sommigen van hen gebruiken alternatieven zoals wc-papier of lappen stof. Ook bleek dat mensen bezuinigen op voedsel of andere boodschappen om  menstruatieproducten te kunnen kopen. Daarnaast konden deze niet genoeg producten aanschaffen en moesten ze het gebruik rantsoeneren. Het langer dragen dan verantwoord van een menstruatieproduct kan irritaties en/of infecties tot gevolg hebben. Het onderzoek wees er ook op dat ook het niet kunnen kopen van de juiste menstruatieproducten een vorm van menstruatiearmoede is. Het komt bijvoorbeeld voor dat vanwege gezondheidsredenen duurdere producten nodig zijn: sommigen krijgen irritaties van synthetische materialen en hebben duurdere katoenen varianten nodig om dat te voorkomen; anderen hebben wegens zware menstruaties speciaal - duurder - kraamverband nodig. Een van de belangrijkste conclusies van het onderzoek was dat het taboe op menstruatie een grote rol speelt bij het veroorzaken en in stand houden van menstruatiearmoede. Daarnaast is volgens het onderzoek kennisgebrek over menstruatie ook een probleem in Nederland, en verergert dit het probleem van menstruatiearmoede. Zo bezoeken vrouwen niet tijdig een arts als zij ongebruikelijke menstruatieklachten hebben en lopen ze hier onnodig lang mee door. Verder gaat het onderzoek in op het tekort aan toegang tot sanitaire voorzieningen voor meisjes en vrouwen die menstrueren en wijst het erop dat dit met name voor daklozen een probleem is. Het rapport pleit dan ook voor betere educatie over menstruatie, voor het verstrekken van gratis menstruatieproducten in de openbare ruimte en in opvanghuizen (inclusief asielzoekerscentra) en voor aandacht voor menstruatie bij hulpverleningsorganisaties.
Naar aanleiding van deze onderzoeksresultaten startten Plan International en De Bovengrondse samen in 2019 een campagne. Hiermee werd het bestaan van menstruatiearmoede in Nederland bekend bij het grote publiek en bij de politiek. Het probleem werd voor het eerst op de politieke agenda gezet. De Bovengrondse startte gelijktijdig een project om negenhonderd vrouwen in Amsterdam een jaar lang te helpen aan menstruatieproducten - het eerste grootschalige project op dit gebied in Nederland. Het initiatief werd door het hele land gevolgd. 
In Nederland pleitte naar aanleiding van het onderzoek onder andere Tweede Kamerlid Lilianne Ploumen van de Partij van de Arbeid in 2019 en 2020 voor het gratis verstrekken van menstruatieproducten aan iedereen. Als eerste stap wilde ze dat in bibliotheken, apotheken en scholen automaten met menstruatieproducten werden geplaatst. Het kabinet-Rutte III gaf bij monde van minister van Volksgezondheid Hugo de Jonge aan dat de regering zelf geen apart beleid tegen menstruatiearmoede wilde voeren en dat zag als een taak van de gemeenten.
In oktober 2022 voerde stichting Neighborhood Feminists in samenwerking met onderzoeksbureau Opinium het eerste kwantitatieve onderzoek naar menstruatiearmoede in Amsterdam uit. Uit het onderzoek, gebaseerd op de gewogen antwoorden van 870 respondenten over de afgelopen 12 maanden, bleek dat menstruatiearmoede een significant en toenemend probleem vormde in Amsterdam. Het bleek dat meer dan een kwart (27%) van de menstruerende meiden en vrouwen op enig moment niet voor menstruatieproducten konden betalen. 38% gaf aan dat ze met moeite voor deze producten konden betalen. 89% gaf aan dat zij op andere zaken moesten besparen om aan deze producten te komen: 38% hiervan bespaarde op boodschappen, en 27% op huishoudelijke producten. Twee van de vijf (41%) van de respondenten kon zich de producten moeilijker veroorloven dan zes maanden eerder.
Mede hierdoor werd de omvang van menstruatiearmoede in Amsterdam duidelijk. In november 2022 dienden de Amsterdamse afdelingen van GroenLinks, Bij1, PvdA, D66, PvdD, Lijst Kabamba en DENK gezamenlijk een initiatiefvoorstel in waarin werd opgeroepen om menstruatieproducten gratis beschikbaar te maken voor wie ze nodig heeft, ongeacht genderidentiteit of juridische status.  De indieners vroegen de wethouder om te onderzoeken hoe gratis menstruatieproducten verstrekt kunnen worden via publieke instellingen en met de Stadspas, zonder dat dit ten koste zou gaan van andere bestaande initiatieven voor armoedebestrijding. Ze pleitten ook voor een voorlichtingscampagne teneinde bewustwording rondom menstruatie te bevorderen en het stigma rondom menstruatie en menstruatiearmoede tegen te gaan. De partijen dienden een amendement in om op korte termijn 50.000 euro vrij te maken om gratis menstruatieproducten te verstrekken via een gemeentelijk proefproject. Dit amendement werd met ruime meerderheid van stemmen aangenomen door de Amsterdamse gemeenteraard.
Het Armoedefonds stelt sinds 2021 gratis menstruatieproducten beschikbaar via menstruatieproducten-uitgiftepunten (MUP's). Begin 2022 waren er ruim vierhonderd MUP's in Nederland.

## België
Uit onderzoek in 2019 van Caritas in Vlaanderen bleek dat 12% van de Vlaamse meisjes en jonge vrouwen tussen 12 en 25 jaar soms niet genoeg geld had om menstruatieproducten te kunnen kopen, en dat 5% hierdoor al eens wegbleef van school. In hun rapport Dubbel Taboe pleit de organisatie voor automaten met gratis maandverband in secundaire scholen en een 0%-belastingstarief voor menstruatieproducten. Vlaams minister van Welzijn Wouter Beke ging niet in op de oproep, maar op 29 december 2020 maakte federaal minister van armoedebestrijding Karine Lalieux bekend alvast 200.000 euro uit te trekken voor het tegengaan van menstruatiearmoede.
Uit onderzoek van De Vlaamse Scholierenkoepel in 2023 bleek dat 89% van de scholieren vindt dat menstruatiearmoede moet worden aangepakt op school, en dat kosteloze menstruatieproducten op school beschikbaar moeten zijn. De Scholierenkoepel besloot leerlingenraden en scholen te ondersteunen in de strijd tegen menstruatiearmoede. Enerzijds deelden ze, met steun van De Warmste Week, een zestigtal menstruatiestarterspakketten uit aan verschillende scholen in Vlaanderen en Brussel en publiceerden zij alle informatie uit deze pakketten via hun website. Daarnaast publiceerden ze in mei 2023 het beldeidsadvies “Maak een eind aan menstruatiearmoede op de schoolbanken” waarin ze zes concrete beleidsaanbevelingen richting de politiek, onderwijsverstrekkers en scholen deden. Ze vroegen om een gestructureerde aanpak om het menstruatiewelzijn op school te verbeteren. Dit advies werd mee ondertekend door Bruzelle, Caritas Vlaanderen, CGSO, deMens.nu, Netwerk Tegen Armoede, Rebelle, Stichting Pelicano, UNICEF België, Uit de Marge, de Vrouwenraad, vzw Krijt, Drupp.be en GoedGeRegeld.

## Schotland
In augustus 2018 stelde de Schotse regering geld beschikbaar voor het verstrekken van gratis menstruatieproducten aan alle scholieren en studenten. Uit Schots onderzoek bleek een op de vier menstruerende scholieren en studenten wel eens problemen te hebben om menstruatieproducten te bekostigen. Een op de vijf gaf aan echt menstruatiearmoede ervaren te hebben. Het Schotse raadsgebied North Ayrshire bepaalde in 2019 dat in alle openbare gebouwen gratis tampons en maandverband beschikbaar moeten zijn. Op 24 november 2020 stemde het Schotse parlement unaniem in met een wet om tampons en maandverband gratis te maken voor iedereen die ze nodig heeft. De wet ging in op 12 januari 2021. Schotland werd daarmee het eerste land dat die stap zette.

## Engeland

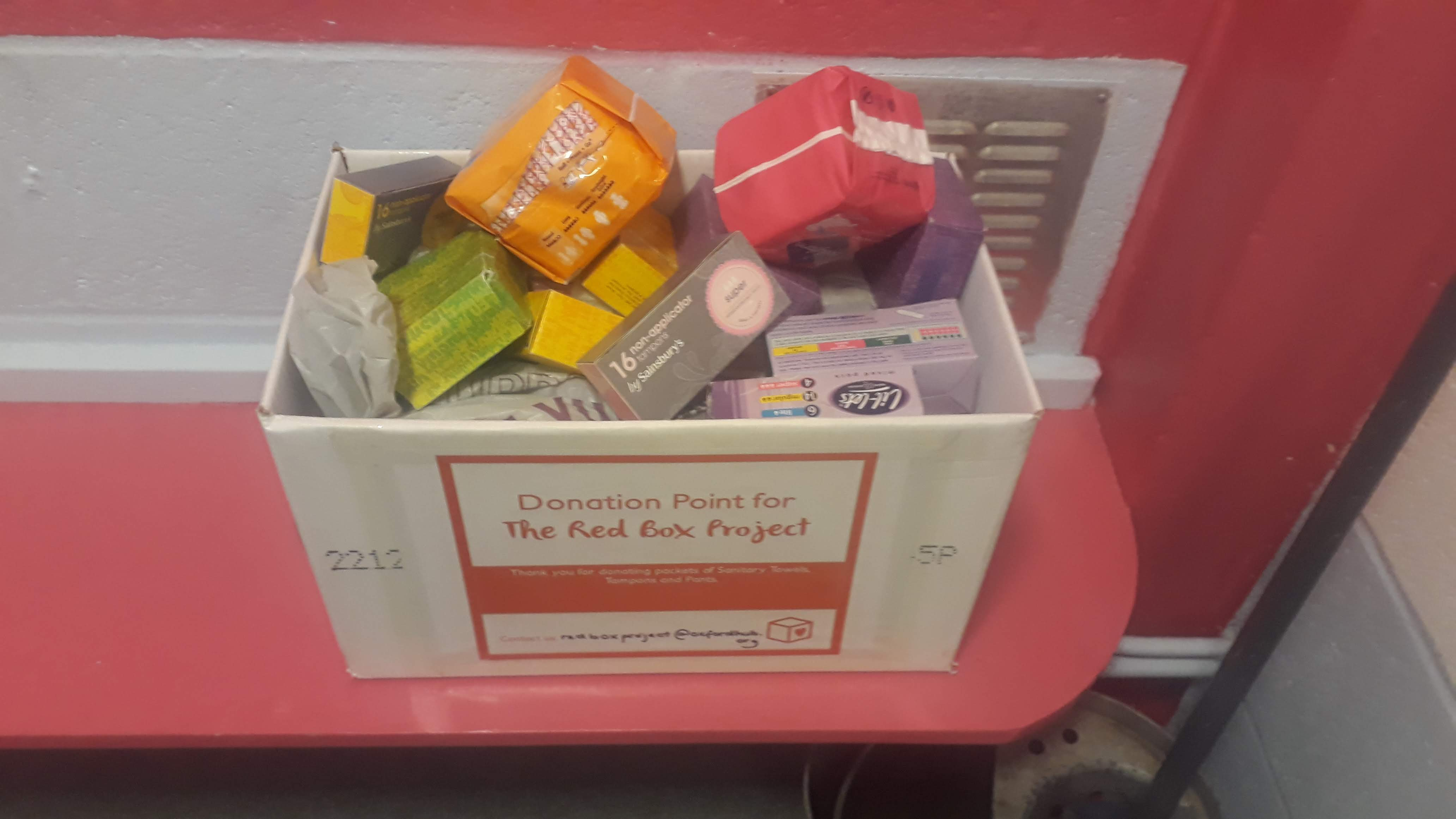
"Red Box". Doos voor het schenken van menstruatieproducten

Met ingang van schooljaar 2019/2020 werden alle Engelse middelbare scholen verplicht te zorgen voor gratis maandverband en tampons. De Britse National Health Service stelde het vanaf de zomer van 2019 verplicht om in alle Britse ziekenhuizen die onder de verantwoordelijkheid van de NHS vielen gratis menstruatieproducten te verstrekken aan alle patiënten die daarom vragen.

## Suriname
In Suriname gaan vrouwen soms niet werken omdat ze zich geen tampons of maandverband kunnen veroorloven. Door het taboe dat op menstruatie rust, is de omvang van menstruatiearmoede niet goed vast te stellen. De organisatie Single Mother Project Suriname, die afhankelijk is van donaties, probeerde de nood te lenigen door de gratis verstrekking van rond de vijfduizend menstruatieproducten per maand (stand 2021).

## Australië
In de Australische staat Victoria is het sinds eind 2019 verplicht op alle openbare scholen gratis tampons en maandverband te verstrekken.

## Sri Lanka
In een onderzoek uit 2015 gaf in Sri Lanka meer dan vijftig procent van de menstruerende adolescenten aan niet naar school te mogen of te willen wanneer ze ongesteld zijn. Daarnaast bleek slechts 30% van de ondervraagden de beschikking over menstruatieproducten te hebben. In 2021 maakte de Sri Lankaanse regering bekend gratis lokaal geproduceerd maandverband ter beschikking te stellen aan zo'n 800.000 schoolmeisjes.

## Kenia
In Kenia werd in 2017 een wet aangenomen die scholen verplicht gratis maandverband te verzorgen op middelbare scholen. Deze wet heeft er echter niet toe geleid dat dit beleid ook op alle scholen gevolgd wordt, waardoor in de praktijk weinig gratis maandverband beschikbaar is. 